# Codis del COI per als països
La llista de Codis nacionals del COI conté 242 entrades, de les quals 205 són utilitzades actualment. El Comitè Olímpic Internacional (COI) utilitza un codi per a cada Comitè Olímpic Nacional, que consisteix en tres lletres. Per diverses raons, aquests codis no coincideixen necessàriament amb els codis ISO 3166-1.
Cada Comitè Olímpic Nacional està representat en l'Associació de Comitès Olímpics Nacionals (ANOC, per les seves sigles en anglès), el qual està dividit en cinc organitzacions continentals. A aquestes pertanyen els 205 Comitès Olímpics Nacionals actuals.
En el llistat següent estan tots els codis de les representacions nacionals que van ser utilitzats pel COI. Entrades en cursiva corresponen a codis històrics, que ja no s'utilitzen actualment.
| Índex alfabètic A B C D E F G H I J K L M N O P Q R S T U V Y Z |

| Codi | Federació nacional                                          | des de         | fins a         | Notes |
| ---- | ----------------------------------------------------------- | -------------- | -------------- | --- |
| AFG  | Afganistan                                                  | 1936           |                | |
| AHO  | Antilles Neerlandeses                                       | 1960           |                | |
| ALB  | Albània                                                     | 1972           |                | |
| ALG  | Algèria                                                     | 1964           |                | |
| AND  | Andorra                                                     | 1976           |                | |
| ANG  | Angola                                                      | 1980           |                | |
| ANT  | Antigua i Barbuda                                           | 1964           |                | 1960 – Pertanyent a BWI |
| ANZ  | Australàsia                                                 | 1908           | 1912           | Equip conjunt de AUS i NZL |
| ARG  | Argentina                                                   | 1920           |                | |
| ARM  | Armènia                                                     | 1994           |                | 1900-1912 – Pertanyent a RUS 1924-1988 – Pertanyent a URS 1992 – Pertanyent a EUN |
| ARU  | Aruba                                                       | 1988           |                | |
| ASA  | Samoa Americana                                             | 1988           |                | |
| AUS  | Austràlia                                                   | 1896           |                | 1908-1912 – Pertanyent a ANZ |
| AUT  | Àustria                                                     | 1896           |                | |
| AZE  | Azerbaidjan                                                 | 1994           |                | 1900-1912 – Pertanyent a RUS 1924-1988 – Pertanyent a URS 1992 – Pertanyent a EUN |
| BAH  | Bahames                                                     | 1952           |                | |
| BAN  | Bangladesh                                                  | 1984           |                | |
| BAR  | Barbados                                                    | 1968           |                | 1960 – Pertanyent a BWI |
| BDI  | Burundi                                                     | 1996           |                | |
| BEL  | Bèlgica                                                     | 1900           |                | |
| BEN  | Benín                                                       | 1980           |                | 1972 – Va participar com DAH |
| BER  | Bermudes                                                    | 1936           |                | |
| BHU  | Bhutan                                                      | 1984           |                | |
| BIH  | Bòsnia i Hercegovina                                        | 1992           |                | 1920-1988 – Pertanyent a YUG |
| BIR  | Birmània                                                    | 1948           | 1988           | Actualment com MYA |
| BIZ  | Belize                                                      | 1968           |                | |
| BLR  | Belarús                                                     | 1994           |                | 1900-1912 – Pertanyent a RUS 1924-1988 – Pertanyent a URS 1992 – Pertanyent a EUN |
| BOH  | Bohèmia                                                     | 1900           | 1912           | Pertanyent a l'Imperi Austrohongarès, però van enviar un equip propi als Jocs Olímpics. Després de la Ia G.M. es va crear la Rep. Checoslovaca, amb codi TCH.                                                 |
| BOL  | Bolívia                                                     | 1936           |                | |
| BOR  | Borneo septentrional                                        | 1956           | 1956           | A 1957 es va unir a Malàsia MAS |
| BOT  | Botswana                                                    | 1980           |                | |
| BRA  | Brasil                                                      | 1920           |                | |
| BRN  | Bahrain                                                     | 1984           |                | |
| BRU  | Brunei                                                      | 1988           |                | |
| BUL  | Bulgària                                                    | 1896           |                | |
| BUR  | Burkina Faso                                                | 1984           |                | 1972-1980 – Va participar com VOL |
| BWI  | Índies Occidentals                                          | 1960           | 1960           | Equip conjunt de ANT, BAR, DMA, GRN, IVB, JAM, LCA, TRI i VIN |
| CAF  | República Centreafricana                                    | 1968           |                | |
| CAM  | Cambodja                                                    | 1956           |                | |
| CAN  | Canadà                                                      | 1900           |                | |
| CAY  | Illes Caiman                                                | 1976           |                | |
| CGO  | Rep. del Congo                                              | 1968           |                | 1964 – Va participar com COB |
| CHA  | Txad                                                        | 1964           |                | |
| CHI  | Xile                                                        | 1896           |                | |
| CHN  | R.P. de la Xina                                             | 1932           |                | 1932-1956 – Ús del codi per la República de la Xina des de 1984 – Ús del codi per la República Popular de la Xina                                                                                             |
| CIV  | Costa d'Ivori                                               | 1964           |                | |
| CMR  | Camerun                                                     | 1964           |                | |
| COB  | Congo-Brazzaville                                           | 1964           | 1964           | Actualment com CGO |
| COD  | R.D. del Congo                                              | 2000           |                | 1968-1980 – Va participar com CON 1984-1996 – Va participar com ZAI |
| COK  | Illes Cook                                                  | 1988           |                | |
| COL  | Colòmbia                                                    | 1932           |                | |
| COM  | Comores                                                     | 1996           |                | |
| CON  | Congo-Kinshasa                                              | 1968           | 1980           | Entre 1984-1996 ZAI i des del 2000 COD |
| CPV  | Cap Verd                                                    | 1996           |                | |
| CRC  | Costa Rica                                                  | 1936           |                | |
| CRO  | Croàcia                                                     | 1992           |                | 1920-1988 – Pertanyent a YUG |
| CUB  | Cuba                                                        | 1900           |                | |
| CYP  | Xipre                                                       | 1980           |                | |
| CZE  | Txèquia                                                     | 1994           |                | 1900-1912 – Va participar com BOH 1920-1992 – Pertanyent a TCH |
| DAH  | Dahomey                                                     | 1972           | 1972           | Actualment com BEN |
| DEN  | Dinamarca                                                   | 1896           |                | |
| DJI  | Djibouti                                                    | 1984           |                | |
| DMA  | Dominica                                                    | 1996           |                | 1960 – Pertanyent a BWI |
| DOM  | República Dominicana                                        | 1964           |                | |
|      |                                                             |                |                | |
| ECU  | Equador                                                     | 1924           |                | |
| EGY  | Egipte                                                      | 1912           |                | 1960-1968 – Va participar com UAR |
| ERI  | Eritrea                                                     | 2000           |                | |
| ESA  | El Salvador                                                 | 1968           |                | |
| ESP  | Espanya                                                     | 1900           |                | |
| EST  | Estònia                                                     | 1924           |                | 1900-1912 – Pertanyent a RUS 1948-1988 – Pertanyent a URS |
| ETH  | Etiòpia                                                     | 1956           |                | |
| EUA  | Equip Alemany Unificat                                      | 1956           | 1964           | Equips consecutius: FRG i GDR |
| EUN  | Equip Unificat                                              | 1992           | 1992           | Equips consecutius: ARM, AZE, BLR, GEO, KAZ, KGZ, MDA, RUS, TJK, TKM, UKR i UZB |
| FIJ  | Fiji                                                        | 1956           |                | |
| FIN  | Finlàndia                                                   | 1908           |                | |
| FRA  | França                                                      | 1896           |                | |
| FRG  | R.F.A.                                                      | 1968           | 1988           | Incorporat al passat codi GER |
| FSM  | Micronèsia                                                  | 2000           |                | |
| GAB  | Gabon                                                       | 1972           |                | |
| GAM  | Gàmbia                                                      | 1984           |                | |
| GBR  | Regne Unit                                                  | 1896           |                | |
| GBS  | Guinea Bissau                                               | 1996           |                | |
| GDR  | R.D.A.                                                      | 1968           | 1988           | Incorporat al passat codi GER |
| GEO  | Geòrgia                                                     | 1996           |                | 1900-1912 – Pertanyent a RUS 1924-1988 – Pertanyent a URS 1992 – Pertanyent a EUN |
| GEQ  | Guinea Equatorial                                           | 1984           |                | |
| GER  | Alemanya                                                    | 1896           |                | 1956-1964 – Va participar com EUA 1968-1988 – Participació separada com FRG i GDR |
| GHA  | Ghana                                                       | 1960           |                | |
| GRE  | Grècia                                                      | 1896           |                | |
| GRN  | Grenada                                                     | 1984           |                | 1960 – Pertanyent a BWI |
| GUA  | Guatemala                                                   | 1952           |                | |
| GUI  | Guinea                                                      | 1968           |                | |
| GUM  | Guam                                                        | 1988           |                | |
| GUY  | Guyana                                                      | 1948           |                | |
| HAI  | Haití                                                       | 1924           |                | |
| HBR  | Hondures Britànica                                          | 1968           | 1972           | Actualment com BIZ |
| HKG  | Hong Kong                                                   | 1952           |                | |
| HOL  | Països Baixos                                               | 1900           | 1988           | Actualment com NED |
| HON  | Hondures                                                    | 1968           |                | |
| HUN  | Hongria                                                     | 1896           |                | 1896-1920 – Pertanyent a Àustria-Hongria |
| IHO  | Indies Orientals Neerlandeses                               | 1952           | 1952           | Actualment com INA |
| INA  | Indonèsia                                                   | 1956           |                | 1952 – Va participar com IHO |
| IND  | Índia                                                       | 1900           |                | |
| IOA  | Atleta Olímpic Individual                                   | 2000           | 2000           | Usat per Timor Oriental sota el període d'administració de l'ONU (UNTAET). Aquest codi pot tornar a ser utilitzar en el futur per a situacions semblants.                                                     |
| IOP  | Participant Olímpic Independent                             | 1992           | 1992           | Utilitzat en el període en el qual Sèrbia i Montenegro encara no era reconegut com l'estat successor de la R.F. de Iugoslàvia. Aquest codi pot tornar a ser utilitzat en el futur per a situacions semblants. |
| IRI  | Iran                                                        | 1948           |                | |
| IRL  | Irlanda                                                     | 1924           |                | 1896-1920 – Pertanyent a GBR |
| IRQ  | Iraq                                                        | 1948           |                | |
| ISL  | Islàndia                                                    | 1908           |                | |
| ISR  | Israel                                                      | 1952           |                | |
| ISV  | Illes Verges Americanes                                     | 1968           |                | |
| ITA  | Itàlia                                                      | 1900           |                | |
| IVB  | Illes Verges Britàniques                                    | 1984           |                | 1960 – Pertanyent a BWI |
| JAM  | Jamaica                                                     | 1948           |                | 1960 – Pertanyent a BWI |
| JOR  | Jordània                                                    | 1968           |                | |
| JPN  | Japó                                                        | 1912           |                | |
| KAZ  | Kazakhstan                                                  | 1994           |                | 1900-1912 – Pertanyent a RUS 1924-1988 – Pertanyent a URS 1992 – Pertanyent a EUN |
| KEN  | Kenya                                                       | 1956           |                | |
| KGZ  | Kirguizstan                                                 | 1994           |                | 1900-1912 – Pertanyent a RUS 1924-1988 – Pertanyent a URS 1992 – Pertanyent a EUN |
| KIR  | Kiribati                                                    | 2004           |                | |
| KOR  | Corea del Sud                                               | 1948           |                | |
| KSA  | Aràbia Saudita                                              | 1972           |                | |
| KUW  | Kuwait                                                      | 1968           |                | |
| LAO  | Laos                                                        | 1980           |                | |
| LAT  | Letònia                                                     | 1924           |                | 1900-1912 – Pertanyent a RUS 1948-1988 – Pertanyent a URS |
| LBA  | Líbia                                                       | 1964           |                | |
| LBR  | Libèria                                                     | 1956           |                | |
| LCA  | Saint Lucia                                                 | 1996           |                | 1960 – Pertanyent a BWI |
| LES  | Lesotho                                                     | 1972           |                | |
| LIB  | Líban                                                       | 1948           |                | |
| LIE  | Liechtenstein                                               | 1936           |                | |
| LTU  | Lituània                                                    | 1924           |                | 1900-1912 – Pertanyent a RUS 1948-1988 – Pertanyent a URS |
| LUX  | Luxemburg                                                   | 1908           |                | |
| MAD  | Madagascar                                                  | 1964           |                | |
| MAR  | Marroc                                                      | 1960           |                | |
| MAS  | Malàisia                                                    | 1956           |                | |
| MAW  | Malawi                                                      | 1972           |                | |
| MDA  | Moldàvia                                                    | 1994           |                | 1900-1912 – Pertanyent a RUS 1920-1936 – Pertanyent a ROM 1952-1988 – Pertanyent a URS 1992 – Pertanyent a EUN                                                                                                |
| MDV  | Maldives                                                    | 1988           |                | |
| MEX  | Mèxic                                                       | 1924           |                | |
| MGL  | Mongòlia                                                    | 1964           |                | |
| MHL  | Illes Marshall                                              | 2008           |                | |
| MKD  | Macedònia del Nord                                          | 1996           |                | 1920-1988 – Pertanyent a YUG 1992 – Va participar com IOP |
| MLI  | Mali                                                        | 1964           |                | |
| MLT  | Malta                                                       | 1928           |                | |
| MNE  | Montenegro                                                  | 2006           |                | 1920-1988 – Pertanyent a YUG 1992 – Va participar com IOP 1996-2002 – Pertanyent a YUG 2004-2006 – Pertanyent a SCG                                                                                           |
| MON  | Mònaco                                                      | 1920           |                | |
| MOZ  | Moçambic                                                    | 1980           |                | |
| MRI  | Maurici                                                     | 1984           |                | |
| MTN  | Mauritània                                                  | 1984           |                | |
| MYA  | Myanmar                                                     | 1992           |                | 1948-1988 – Va participar com BIR |
| NAM  | Namíbia                                                     | 1992           |                | |
| NCA  | Nicaragua                                                   | 1968           |                | |
| NED  | Països Baixos                                               | 1900           |                | 1900-1988 – Va participar com HOL |
| NEP  | Nepal                                                       | 1964           |                | |
| NGR  | Nigèria                                                     | 1952           |                | |
| NIG  | Níger                                                       | 1968           |                | |
| NOR  | Noruega                                                     | 1900           |                | |
| NRU  | Nauru                                                       | 1996           |                | |
| NZL  | Nova Zelanda                                                | 1920           |                | 1908-1912 – Pertanyent a ANZ |
| OMA  | Oman                                                        | 1984           |                | |
| PAK  | Pakistan                                                    | 1948           |                | |
| PAN  | Panamà                                                      | 1928           |                | |
| PAR  | Paraguai                                                    | 1964           |                | |
| PER  | Perú                                                        | 1936           |                | |
| PHI  | Filipines                                                   | 1924           |                | |
| PLE  | Palestina                                                   | 1996           |                | |
| PLW  | República de Palau                                          | 2000           |                | |
| PNG  | Papua Nova Guinea                                           | 1976           |                | |
| POL  | Polònia                                                     | 1924           |                | |
| POR  | Portugal                                                    | 1912           |                | |
| PRK  | Corea del Nord                                              | 1972           |                | |
| PUR  | Puerto Rico                                                 | 1948           |                | |
| QAT  | Qatar                                                       | 1984           |                | |
| RHN  | Rhodèsia del Nord                                           | 1964           | 1964           | Actualment com ZAM |
| RHO  | Rhodèsia                                                    | 1928           | 1960           | L'antiga colònia britànica es va separar en Rhodèsia del Nord (actual Zambia) i Rhodèsia del Sud (actual Zimbabue) en 1963. Equips consecutius como: ZAM i ZIM.                                               |
| RHS  | Rhodèsia del Sud                                            | 1964           | 1964           | Actualment com ZIM. |
| ROC  | República de la Xina                                        | 1968           | 1972           | Actualment com TPE |
| ROM  | Romania                                                     | 1924           | 2007           | Actualment com ROU |
| ROU  | Romania                                                     | 1924           |                | 1924-2006 – Va participar com ROM |
| RSA  | Sud-àfrica                                                  | 1904           |                | 1908-1960 – Va participar com SAF |
| RU1  | Imperi Rus                                                  | 1900           | 1912           | Actualment com RUS |
| RUS  | Rússia                                                      | 1900           |                | 1900-1912 – Va participar com RU1 1952-1988 – Va participar com URS 1992 – Pertanyent a EUN |
| RWA  | Ruanda                                                      | 1984           |                | |
| SAA  | Sarre                                                       | 1952           | 1952           | Després de la IIa G.M. i fins a 1957 fou un protectorat francés |
| SAF  | Sud-àfrica                                                  | 1904           | 1960           | Actualment com RSA |
| SAM  | Samoa                                                       | 1984           |                | |
| SCG  | Sèrbia i Montenegro                                         | 2004           | 2006           | 1920-1988 – Pertanyent a YUG 1992 – Va participar com IOP 1996-2002 – Va participar com YUG 2006 – Equips consecutius: SRB i MNE                                                                              |
| SEN  | Senegal                                                     | 1964           |                | |
| SEY  | Seychelles                                                  | 1980           |                | |
| SIN  | Singapur                                                    | 1948           |                | |
| SKN  | Saint Kitts i Nevis                                         | 1996           |                | |
| SLE  | Sierra Leone                                                | 1968           |                | |
| SLO  | Eslovènia                                                   | 1992           |                | 1920-1988 – Pertanyent a YUG |
| SMR  | San Marino                                                  | 1960           |                | |
| SOL  | Salomó                                                      | 1984           |                | |
| SOM  | Somàlia                                                     | 1972           |                | |
| SRB  | Sèrbia                                                      | 2006           |                | 1920-1988 – Pertanyent a YUG 1992 – Va participar com IOP 1996-2002 – Pertanyent a YUG 2004-2006 – Pertanyent a SCG                                                                                           |
| SRI  | Sri Lanka                                                   | 1948           |                | |
| STP  | São Tomé i Príncipe                                         | 1996           |                | |
| SUD  | Sudan                                                       | 1960           |                | |
| SUI  | Suïssa                                                      | 1900           |                | |
| SUR  | Surinam                                                     | 1968           |                | |
| SVK  | Eslovàquia                                                  | 1994           |                | 1920-1992 – Pertanyent a TCH |
| SWE  | Suècia                                                      | 1896           |                | |
| SWZ  | Eswatini                                                    | 1972           |                | |
| SYR  | Síria                                                       | 1948           |                | 1960-1968 – Va participar com UAR |
| TAG  | Tanganyika                                                  | 1964           | 1964           | Actualment com TAN |
| TAI  | República de la Xina                                        | 1960           | 1964           | Actualment com TPE |
| TAN  | Tanzània                                                    | 1964           |                | |
| TCH  | Txecoslovàquia                                              | 1920           | 1992           | Equips consecutius: CZE i SVK |
| TGA  | Tonga                                                       | 1984           |                | |
| THA  | Tailàndia                                                   | 1952           |                | |
| TJK  | Tadjikistan                                                 | 1994           |                | 1900-1912 – Pertanyent a RUS 1924-1988 – Pertanyent a URS 1992 – Pertanyent a EUN |
| TKM  | Turkmenistan                                                | 1994           |                | 1900-1912 – Pertanyent a RUS 1924-1988 – Pertanyent a URS 1992 – Pertanyent a EUN |
| TLS  | Timor Oriental                                              | 2004           |                | 2000 – Va participar com IOA |
| TOG  | Togo                                                        | 1972           |                | |
| TPE  | Xina Taipei                                                 | 1984           |                | 1932-1956 – Va participar com CHN 1960-1964 – Va participar com TAI 1968-1972 – Va participar com ROC |
| TRI  | Trinitat i Tobago                                           | 1948           |                | 1960 – Pertanyent a BWI |
| TUN  | Tunísia                                                     | 1960           |                | |
| TUR  | Turquia                                                     | 1908           |                | |
| TUV  | Tuvalu                                                      | 2007           |                | |
| UAE  | Emirats Àrabs Units                                         | 1984           |                | |
| UAR  | República Àrab Unida                                        | 1960           | 1968           | Equips consecutius: EGY i SYR |
| UGA  | Uganda                                                      | 1956           |                | |
| UKR  | Ucraïna                                                     | 1994           |                | 1900-1912 – Pertanyent a RUS 1924-1988 – Pertanyent a URS 1992 – Pertanyent a EUN |
| URS  | U.R.S.S.                                                    | 1952           | 1988           | Equips consecutius: ARM, AZE, BLR, EST, GEO, KAZ, KGZ, LAT, LTU, MDA, RUS, TJK, TKM, UKR i UZB |
| URU  | Uruguai                                                     | 1924           |                | |
| USA  | Estats Units                                                | 1896           |                | |
| UZB  | Uzbekistan                                                  | 1994           |                | 1900-1912 – Pertanyent a RUS 1924-1988 – Pertanyent a URS 1992 – Pertanyent a EUN |
| VAN  | Vanuatu                                                     | 1988           |                | |
| VEN  | Veneçuela                                                   | 1948           |                | |
| VIE  | Vietnam                                                     | 1952           |                | 1956-1972 – Usat per Vietnam del Sud, sense representació de Vietnam del Nord. |
| VIN  | Saint Vincent i les Grenadines                              | 1988           |                | 1960 – Pertanyent a BWI |
| VOL  | Alto Volta                                                  | 1972           | 1984           | Actualment com BUR |
| YAR  | República Àrab del Iemen                                    | 1984           | 1988           | des de la unificació de ambdós estats del Iemen al 1990 van participar amb el códi YEM. |
| YEM  | Iemen                                                       | 1992           |                | 1988 – Va participar com YAR 1988 – Va participar com YMD |
| YMD  | República Popular del Iemen                                 | 1988           | 1988           | des de la unificació d'ambdós estats del Iemen al 1990 van participar amb el codi YEM. |
| YUG  | Regne de Iugoslàvia R.F.S. de Iugoslàvia R.F. de Iugoslàvia | 1920 1954 1996 | 1936 1988 2002 | Equips consecutius: BIH, CRO, MKD, MNE, SRB i SLO |
| ZAI  | Zaire                                                       | 1968           | 1996           | Actualment com COD |
| ZAM  | Zàmbia                                                      | 1968           |                | 1928-1960 – Pertanyent a RHO 1964 – Va participar com RHN |
| ZIM  | Zimbàbue                                                    | 1980           |                | 1928-1960 – Pertanyent a RHO 1964 – Va participar com RHS |
| ZZX  | Equip mixt                                                  | 1896           | 1904           | Codi per a tots els equips d'atletes provinents de diferents països. Va ser utilitzat únicament als primers jocs olímpics, ja que llavors no existíen els comités olímpics nacionals.                         |

## Cronologia
| 1896                                                             | 1900                                                                           | 1904              | 1908                                      | 1912              | 1920                               | 1924                                                 | 1928                 | 1932                 | 1936                                                            | 1948                                                                                             | 1952                                                       | 1956                                     | 1960                            | 1964 | 1968 | 1972                                                                                         | 1976                                      | 1980                                                 | 1984 | 1988                                                                 | 1992                  | 1994                  | 1996                                                                                                   | 2000                        | 2004                  | 2006                  | 2007                  | 2008                  | 2012                         | 2016                      |
| ---------------------------------------------------------------- | ------------------------------------------------------------------------------ | ----------------- | ----------------------------------------- | ----------------- | ---------------------------------- | ---------------------------------------------------- | -------------------- | -------------------- | --------------------------------------------------------------- | ------------------------------------------------------------------------------------------------ | ---------------------------------------------------------- | ---------------------------------------- | ------------------------------- | --- | --- | -------------------------------------------------------------------------------------------- | ----------------------------------------- | ---------------------------------------------------- | --- | -------------------------------------------------------------------- | --------------------- | --------------------- | --- | --------------------------- | --------------------- | --------------------- | --------------------- | --------------------- | ---------------------------- | ------------------------- |
| Austràlia                                                        | Austràlia                                                                      | Austràlia         | Australàsia                               | Australàsia       | Austràlia                          | Austràlia                                            | Austràlia            | Austràlia            | Austràlia                                                       | Austràlia                                                                                        | Austràlia                                                  | Austràlia                                | Austràlia                       | Austràlia | Austràlia | Austràlia                                                                                    | Austràlia                                 | Austràlia                                            | Austràlia | Austràlia                                                            | Austràlia             | Austràlia             | Austràlia                                                                                              | Austràlia                   | Austràlia             | Austràlia             | Austràlia             | Austràlia             | Austràlia                    | Austràlia                 |
|                                                                  |                                                                                |                   | Australàsia                               | Australàsia       | Nova Zelanda                       |                                                      |                      |                      |                                                                 |                                                                                                  |                                                            |                                          |                                 | | |                                                                                              |                                           |                                                      | |                                                                      |                       |                       | |                             |                       |                       |                       |                       |                              |                           |
| Àustria-Hongria                                                  | Àustria-Hongria                                                                | Àustria-Hongria   | Àustria-Hongria                           | Àustria-Hongria   | Àustria-Hongria                    | Àustria                                              | Àustria              | Àustria              | Àustria                                                         | Àustria                                                                                          | Àustria                                                    | Àustria                                  | Àustria                         | Àustria | Àustria | Àustria                                                                                      | Àustria                                   | Àustria                                              | Àustria | Àustria                                                              | Àustria               | Àustria               | Àustria                                                                                                | Àustria                     | Àustria               | Àustria               | Àustria               | Àustria               | Àustria                      | Àustria                   |
| Àustria-Hongria                                                  | Àustria-Hongria                                                                | Àustria-Hongria   | Àustria-Hongria                           | Àustria-Hongria   | Àustria-Hongria                    | Hongria                                              |                      |                      |                                                                 |                                                                                                  |                                                            |                                          |                                 | | |                                                                                              |                                           |                                                      | |                                                                      |                       |                       | |                             |                       |                       |                       |                       |                              |                           |
| Àustria-Hongria                                                  | Bohèmia                                                                        | Bohèmia           | Bohèmia                                   | Txecoslovàquia    | Txecoslovàquia                     | Txecoslovàquia                                       | Txecoslovàquia       | Txecoslovàquia       | Txecoslovàquia                                                  | Txecoslovàquia                                                                                   | Txecoslovàquia                                             | Txecoslovàquia                           | Txecoslovàquia                  | Txecoslovàquia | Txecoslovàquia | Txecoslovàquia                                                                               | Txecoslovàquia                            | Txecoslovàquia                                       | Txecoslovàquia | Txecoslovàquia                                                       | Txecoslovàquia        | Txèquia               | Txèquia                                                                                                | Txèquia                     | Txèquia               | Txèquia               | Txèquia               | Txèquia               | Txèquia                      | Txèquia                   |
| Àustria-Hongria                                                  | Bohèmia                                                                        | Bohèmia           | Bohèmia                                   | Txecoslovàquia    | Txecoslovàquia                     | Txecoslovàquia                                       | Txecoslovàquia       | Txecoslovàquia       | Txecoslovàquia                                                  | Txecoslovàquia                                                                                   | Txecoslovàquia                                             | Txecoslovàquia                           | Txecoslovàquia                  | Txecoslovàquia | Txecoslovàquia | Txecoslovàquia                                                                               | Txecoslovàquia                            | Txecoslovàquia                                       | Txecoslovàquia | Txecoslovàquia                                                       | Txecoslovàquia        | Eslovàquia            | |                             |                       |                       |                       |                       |                              |                           |
| Bulgària, Xile, Dinamarca, França, Grècia, Suècia i Estats Units |                                                                                |                   |                                           |                   |                                    |                                                      |                      |                      |                                                                 |                                                                                                  |                                                            |                                          |                                 | | |                                                                                              |                                           |                                                      | |                                                                      |                       |                       | |                             |                       |                       |                       |                       |                              |                           |
| Alemanya                                                         | Alemanya                                                                       | Alemanya          | Alemanya                                  | Alemanya          | Alemanya                           | Alemanya                                             | Alemanya             | Alemanya             | Alemanya                                                        | Alemanya                                                                                         | Alemanya                                                   | Equip Alemany Unificat                   | Equip Alemany Unificat          | Equip Alemany Unificat | Alemanya Occidental | Alemanya Occidental                                                                          | Alemanya Occidental                       | Alemanya Occidental                                  | Alemanya Occidental | Alemanya Occidental                                                  | Alemanya              | Alemanya              | Alemanya                                                                                               | Alemanya                    | Alemanya              | Alemanya              | Alemanya              | Alemanya              | Alemanya                     | Alemanya                  |
| Alemanya                                                         | Alemanya                                                                       | Alemanya          | Alemanya                                  | Alemanya          | Alemanya                           | Alemanya                                             | Alemanya             | Alemanya             | Alemanya                                                        | Alemanya                                                                                         | Sarre                                                      | Equip Alemany Unificat                   | Equip Alemany Unificat          | Equip Alemany Unificat | Alemanya Oriental | Alemanya Oriental                                                                            | Alemanya Oriental                         | Alemanya Oriental                                    | Alemanya Oriental | Alemanya Oriental                                                    | Alemanya              | Alemanya              | Alemanya                                                                                               | Alemanya                    | Alemanya              | Alemanya              | Alemanya              | Alemanya              | Alemanya                     | Alemanya                  |
| Regne Unit                                                       | Regne Unit                                                                     | Regne Unit        | Regne Unit                                | Regne Unit        | Regne Unit                         | Regne Unit                                           | Regne Unit           | Regne Unit           | Regne Unit                                                      | Regne Unit                                                                                       | Regne Unit                                                 | Regne Unit                               | Regne Unit                      | Regne Unit | Regne Unit | Regne Unit                                                                                   | Regne Unit                                | Regne Unit                                           | Regne Unit | Regne Unit                                                           | Regne Unit            | Regne Unit            | Regne Unit                                                                                             | Regne Unit                  | Regne Unit            | Regne Unit            | Regne Unit            | Regne Unit            | Regne Unit                   | Regne Unit                |
| Regne Unit                                                       | Regne Unit                                                                     | Regne Unit        | Regne Unit                                | Regne Unit        | Regne Unit                         | Irlanda                                              |                      |                      |                                                                 |                                                                                                  |                                                            |                                          |                                 | | |                                                                                              |                                           |                                                      | |                                                                      |                       |                       | |                             |                       |                       |                       |                       |                              |                           |
| Equip mixt                                                       |                                                                                |                   |                                           |                   |                                    |                                                      |                      |                      |                                                                 |                                                                                                  |                                                            |                                          |                                 | | |                                                                                              |                                           |                                                      | |                                                                      |                       |                       | |                             |                       |                       |                       |                       |                              |                           |
|                                                                  | Bèlgica, Canadà, Cuba, Espanya, Països Baixos, Índia, Itàlia, Noruega i Suïssa |                   |                                           |                   |                                    |                                                      |                      |                      |                                                                 |                                                                                                  |                                                            |                                          |                                 | | |                                                                                              |                                           |                                                      | |                                                                      |                       |                       | |                             |                       |                       |                       |                       |                              |                           |
| Rússia                                                           | Rússia                                                                         | Rússia            | Rússia                                    | Rússia            | Estònia                            | Estònia                                              | Estònia              | Estònia              | Unió Soviètica                                                  | Unió Soviètica                                                                                   | Unió Soviètica                                             | Unió Soviètica                           | Unió Soviètica                  | Unió Soviètica | Unió Soviètica | Unió Soviètica                                                                               | Unió Soviètica                            | Unió Soviètica                                       | Unió Soviètica | Estònia                                                              |                       |                       | |                             |                       |                       |                       |                       |                              |                           |
| Rússia                                                           | Rússia                                                                         | Rússia            | Rússia                                    | Rússia            | Letònia                            | Letònia                                              | Letònia              | Letònia              | Unió Soviètica                                                  | Unió Soviètica                                                                                   | Unió Soviètica                                             | Unió Soviètica                           | Unió Soviètica                  | Unió Soviètica | Unió Soviètica | Unió Soviètica                                                                               | Unió Soviètica                            | Unió Soviètica                                       | Unió Soviètica | Letònia                                                              |                       |                       | |                             |                       |                       |                       |                       |                              |                           |
| Rússia                                                           | Rússia                                                                         | Rússia            | Rússia                                    | Rússia            | Lituània                           | Lituània                                             | Lituània             | Lituània             | Unió Soviètica                                                  | Unió Soviètica                                                                                   | Unió Soviètica                                             | Unió Soviètica                           | Unió Soviètica                  | Unió Soviètica | Unió Soviètica | Unió Soviètica                                                                               | Unió Soviètica                            | Unió Soviètica                                       | Unió Soviètica | Lituània                                                             |                       |                       | |                             |                       |                       |                       |                       |                              |                           |
| Rússia                                                           | Rússia                                                                         | Rússia            | Rússia                                    | Rússia            | Rússia                             | Rússia                                               | Rússia               | Rússia               | Unió Soviètica                                                  | Unió Soviètica                                                                                   | Unió Soviètica                                             | Unió Soviètica                           | Unió Soviètica                  | Unió Soviètica | Unió Soviètica | Unió Soviètica                                                                               | Unió Soviètica                            | Unió Soviètica                                       | Unió Soviètica | Equip Unificat                                                       | Rússia                | Rússia                | Rússia                                                                                                 | Rússia                      | Rússia                | Rússia                | Rússia                | Rússia                | Rússia                       |                           |
| Rússia                                                           | Rússia                                                                         | Rússia            | Rússia                                    | Rússia            | Rússia                             | Rússia                                               | Rússia               | Rússia               | Unió Soviètica                                                  | Unió Soviètica                                                                                   | Unió Soviètica                                             | Unió Soviètica                           | Unió Soviètica                  | Unió Soviètica | Unió Soviètica | Unió Soviètica                                                                               | Unió Soviètica                            | Unió Soviètica                                       | Unió Soviètica | Equip Unificat                                                       | Armènia               |                       | |                             |                       |                       |                       |                       |                              |                           |
| Rússia                                                           | Rússia                                                                         | Rússia            | Rússia                                    | Rússia            | Rússia                             | Rússia                                               | Rússia               | Rússia               | Unió Soviètica                                                  | Unió Soviètica                                                                                   | Unió Soviètica                                             | Unió Soviètica                           | Unió Soviètica                  | Unió Soviètica | Unió Soviètica | Unió Soviètica                                                                               | Unió Soviètica                            | Unió Soviètica                                       | Unió Soviètica | Equip Unificat                                                       | Azerbaidjan           |                       | |                             |                       |                       |                       |                       |                              |                           |
| Rússia                                                           | Rússia                                                                         | Rússia            | Rússia                                    | Rússia            | Rússia                             | Rússia                                               | Rússia               | Rússia               | Unió Soviètica                                                  | Unió Soviètica                                                                                   | Unió Soviètica                                             | Unió Soviètica                           | Unió Soviètica                  | Unió Soviètica | Unió Soviètica | Unió Soviètica                                                                               | Unió Soviètica                            | Unió Soviètica                                       | Unió Soviètica | Equip Unificat                                                       | Belarús               |                       | |                             |                       |                       |                       |                       |                              |                           |
| Rússia                                                           | Rússia                                                                         | Rússia            | Rússia                                    | Rússia            | Rússia                             | Rússia                                               | Rússia               | Rússia               | Unió Soviètica                                                  | Unió Soviètica                                                                                   | Unió Soviètica                                             | Unió Soviètica                           | Unió Soviètica                  | Unió Soviètica | Unió Soviètica | Unió Soviètica                                                                               | Unió Soviètica                            | Unió Soviètica                                       | Unió Soviètica | Equip Unificat                                                       | Kazakhstan            |                       | |                             |                       |                       |                       |                       |                              |                           |
| Rússia                                                           | Rússia                                                                         | Rússia            | Rússia                                    | Rússia            | Rússia                             | Rússia                                               | Rússia               | Rússia               | Unió Soviètica                                                  | Unió Soviètica                                                                                   | Unió Soviètica                                             | Unió Soviètica                           | Unió Soviètica                  | Unió Soviètica | Unió Soviètica | Unió Soviètica                                                                               | Unió Soviètica                            | Unió Soviètica                                       | Unió Soviètica | Equip Unificat                                                       | Kirguizstan           |                       | |                             |                       |                       |                       |                       |                              |                           |
| Rússia                                                           | Rússia                                                                         | Rússia            | Rússia                                    | Rússia            | Rússia                             | Rússia                                               | Rússia               | Rússia               | Unió Soviètica                                                  | Unió Soviètica                                                                                   | Unió Soviètica                                             | Unió Soviètica                           | Unió Soviètica                  | Unió Soviètica | Unió Soviètica | Unió Soviètica                                                                               | Unió Soviètica                            | Unió Soviètica                                       | Unió Soviètica | Equip Unificat                                                       | Tadjikistan           |                       | |                             |                       |                       |                       |                       |                              |                           |
| Rússia                                                           | Rússia                                                                         | Rússia            | Rússia                                    | Rússia            | Rússia                             | Rússia                                               | Rússia               | Rússia               | Unió Soviètica                                                  | Unió Soviètica                                                                                   | Unió Soviètica                                             | Unió Soviètica                           | Unió Soviètica                  | Unió Soviètica | Unió Soviètica | Unió Soviètica                                                                               | Unió Soviètica                            | Unió Soviètica                                       | Unió Soviètica | Equip Unificat                                                       | Turkmenistan          |                       | |                             |                       |                       |                       |                       |                              |                           |
| Rússia                                                           | Rússia                                                                         | Rússia            | Rússia                                    | Rússia            | Rússia                             | Rússia                                               | Rússia               | Rússia               | Unió Soviètica                                                  | Unió Soviètica                                                                                   | Unió Soviètica                                             | Unió Soviètica                           | Unió Soviètica                  | Unió Soviètica | Unió Soviètica | Unió Soviètica                                                                               | Unió Soviètica                            | Unió Soviètica                                       | Unió Soviètica | Equip Unificat                                                       | Ucraïna               |                       | |                             |                       |                       |                       |                       |                              |                           |
| Rússia                                                           | Rússia                                                                         | Rússia            | Rússia                                    | Rússia            | Rússia                             | Rússia                                               | Rússia               | Rússia               | Unió Soviètica                                                  | Unió Soviètica                                                                                   | Unió Soviètica                                             | Unió Soviètica                           | Unió Soviètica                  | Unió Soviètica | Unió Soviètica | Unió Soviètica                                                                               | Unió Soviètica                            | Unió Soviètica                                       | Unió Soviètica | Equip Unificat                                                       | Uzbekistan            |                       | |                             |                       |                       |                       |                       |                              |                           |
| Rússia                                                           | Rússia                                                                         | Rússia            | Rússia                                    | Rússia            | Rússia                             | Rússia                                               | Rússia               | Rússia               | Unió Soviètica                                                  | Unió Soviètica                                                                                   | Unió Soviètica                                             | Unió Soviètica                           | Unió Soviètica                  | Unió Soviètica | Unió Soviètica | Unió Soviètica                                                                               | Unió Soviètica                            | Unió Soviètica                                       | Unió Soviètica | Equip Unificat                                                       | Georgia               |                       | |                             |                       |                       |                       |                       |                              |                           |
|                                                                  |                                                                                |                   |                                           |                   | Romania                            | Romania                                              | Romania              | Romania              | Romania                                                         | Unió Soviètica                                                                                   | Unió Soviètica                                             | Unió Soviètica                           | Unió Soviètica                  | Unió Soviètica | Unió Soviètica | Unió Soviètica                                                                               | Unió Soviètica                            | Unió Soviètica                                       | Unió Soviètica | Equip Unificat                                                       | Moldàvia              | Moldàvia              | Moldàvia                                                                                               | Moldàvia                    | Moldàvia              | Moldàvia              | Moldàvia              | Moldàvia              | Moldàvia                     |                           |
| Romania                                                          |                                                                                |                   |                                           |                   | Romania                            | Romania                                              | Romania              | Romania              | Romania                                                         |                                                                                                  |                                                            |                                          |                                 | | |                                                                                              |                                           |                                                      | |                                                                      |                       |                       | |                             |                       |                       |                       |                       |                              |                           |
|                                                                  |                                                                                | Sud-àfrica        |                                           |                   |                                    |                                                      |                      |                      |                                                                 |                                                                                                  |                                                            |                                          |                                 | | |                                                                                              |                                           |                                                      | |                                                                      |                       |                       | |                             |                       |                       |                       |                       |                              |                           |
|                                                                  |                                                                                |                   | Finlàndia, Islàndia, Luxemburgo i Turquia |                   |                                    |                                                      |                      |                      |                                                                 |                                                                                                  |                                                            |                                          |                                 | | |                                                                                              |                                           |                                                      | |                                                                      |                       |                       | |                             |                       |                       |                       |                       |                              |                           |
|                                                                  |                                                                                |                   |                                           | Egipte            | Egipte                             | Egipte                                               | Egipte               | Egipte               | Egipte                                                          | Egipte                                                                                           | Egipte                                                     | Egipte                                   | República Àrab Unida            | República Àrab Unida | República Àrab Unida | Egipte                                                                                       | Egipte                                    | Egipte                                               | Egipte | Egipte                                                               | Egipte                | Egipte                | Egipte                                                                                                 | Egipte                      | Egipte                | Egipte                | Egipte                | Egipte                | Egipte                       | Egipte                    |
|                                                                  |                                                                                |                   |                                           |                   |                                    |                                                      |                      |                      |                                                                 | Síria                                                                                            | Síria                                                      | Síria                                    | República Àrab Unida            | República Àrab Unida | República Àrab Unida | Síria                                                                                        | Síria                                     | Síria                                                | Síria | Síria                                                                | Síria                 | Síria                 | Síria                                                                                                  | Síria                       | Síria                 | Síria                 | Síria                 | Síria                 | Síria                        | Síria                     |
| 1896                                                             | 1900                                                                           | 1904              | 1908                                      | 1912              | 1920                               | 1924                                                 | 1928                 | 1932                 | 1936                                                            | 1948                                                                                             | 1952                                                       | 1956                                     | 1960                            | 1964 | 1968 | 1972                                                                                         | 1976                                      | 1980                                                 | 1984 | 1988                                                                 | 1992                  | 1994                  | 1996                                                                                                   | 2000                        | 2004                  | 2006                  | 2007                  | 2008                  | 2012                         | 2016                      |
|                                                                  |                                                                                |                   |                                           | Japó i Portugal   |                                    |                                                      |                      |                      |                                                                 |                                                                                                  |                                                            |                                          |                                 | | |                                                                                              |                                           |                                                      | |                                                                      |                       |                       | |                             |                       |                       |                       |                       |                              |                           |
|                                                                  |                                                                                |                   |                                           |                   | Argentina, Brasil i Mònaco         |                                                      |                      |                      |                                                                 |                                                                                                  |                                                            |                                          |                                 | | |                                                                                              |                                           |                                                      | |                                                                      |                       |                       | |                             |                       |                       |                       |                       |                              |                           |
| Iugoslàvia                                                       | Iugoslàvia                                                                     | Iugoslàvia        | Iugoslàvia                                | Iugoslàvia        | Iugoslàvia                         | Iugoslàvia                                           | Iugoslàvia           | Iugoslàvia           | Iugoslàvia                                                      | Iugoslàvia                                                                                       | Iugoslàvia                                                 | Iugoslàvia                               | Iugoslàvia                      | Iugoslàvia | Iugoslàvia | Participants olímpics independents                                                           | Participants olímpics independents        | Participants olímpics independents                   | Participants olímpics independents | Sèrbia i Montenegro                                                  | Sèrbia                | Sèrbia                | Sèrbia                                                                                                 | Sèrbia                      | Serbia                |                       |                       |                       |                              |                           |
| Iugoslàvia                                                       | Iugoslàvia                                                                     | Iugoslàvia        | Iugoslàvia                                | Iugoslàvia        | Iugoslàvia                         | Iugoslàvia                                           | Iugoslàvia           | Iugoslàvia           | Iugoslàvia                                                      | Iugoslàvia                                                                                       | Iugoslàvia                                                 | Iugoslàvia                               | Iugoslàvia                      | Iugoslàvia | Iugoslàvia | Participants olímpics independents                                                           | Participants olímpics independents        | Participants olímpics independents                   | Participants olímpics independents | Sèrbia i Montenegro                                                  | Sèrbia                | Sèrbia                | Sèrbia                                                                                                 | Sèrbia                      | Kosovo                |                       |                       |                       |                              |                           |
| Iugoslàvia                                                       | Iugoslàvia                                                                     | Iugoslàvia        | Iugoslàvia                                | Iugoslàvia        | Iugoslàvia                         | Iugoslàvia                                           | Iugoslàvia           | Iugoslàvia           | Iugoslàvia                                                      | Iugoslàvia                                                                                       | Iugoslàvia                                                 | Iugoslàvia                               | Iugoslàvia                      | Iugoslàvia | Iugoslàvia | Participants olímpics independents                                                           | Participants olímpics independents        | Participants olímpics independents                   | Participants olímpics independents | Sèrbia i Montenegro                                                  | Montenegro            |                       | |                             |                       |                       |                       |                       |                              |                           |
| Iugoslàvia                                                       | Iugoslàvia                                                                     | Iugoslàvia        | Iugoslàvia                                | Iugoslàvia        | Iugoslàvia                         | Iugoslàvia                                           | Iugoslàvia           | Iugoslàvia           | Iugoslàvia                                                      | Iugoslàvia                                                                                       | Iugoslàvia                                                 | Iugoslàvia                               | Iugoslàvia                      | Iugoslàvia | Iugoslàvia | Participants olímpics independents                                                           | Participants olímpics independents        | Macedònia                                            | |                                                                      |                       |                       | |                             |                       |                       |                       |                       |                              |                           |
| Iugoslàvia                                                       | Iugoslàvia                                                                     | Iugoslàvia        | Iugoslàvia                                | Iugoslàvia        | Iugoslàvia                         | Iugoslàvia                                           | Iugoslàvia           | Iugoslàvia           | Iugoslàvia                                                      | Iugoslàvia                                                                                       | Iugoslàvia                                                 | Iugoslàvia                               | Iugoslàvia                      | Iugoslàvia | Iugoslàvia | Bòsnia i Hercegovina                                                                         |                                           |                                                      | |                                                                      |                       |                       | |                             |                       |                       |                       |                       |                              |                           |
| Iugoslàvia                                                       | Iugoslàvia                                                                     | Iugoslàvia        | Iugoslàvia                                | Iugoslàvia        | Iugoslàvia                         | Iugoslàvia                                           | Iugoslàvia           | Iugoslàvia           | Iugoslàvia                                                      | Iugoslàvia                                                                                       | Iugoslàvia                                                 | Iugoslàvia                               | Iugoslàvia                      | Iugoslàvia | Iugoslàvia | Croàcia                                                                                      |                                           |                                                      | |                                                                      |                       |                       | |                             |                       |                       |                       |                       |                              |                           |
| Iugoslàvia                                                       | Iugoslàvia                                                                     | Iugoslàvia        | Iugoslàvia                                | Iugoslàvia        | Iugoslàvia                         | Iugoslàvia                                           | Iugoslàvia           | Iugoslàvia           | Iugoslàvia                                                      | Iugoslàvia                                                                                       | Iugoslàvia                                                 | Iugoslàvia                               | Iugoslàvia                      | Iugoslàvia | Iugoslàvia | Eslovènia                                                                                    |                                           |                                                      | |                                                                      |                       |                       | |                             |                       |                       |                       |                       |                              |                           |
|                                                                  |                                                                                |                   |                                           |                   |                                    | Equador, Haití, Mèxic, Filipines, Polònia, i Uruguai |                      |                      |                                                                 |                                                                                                  |                                                            |                                          |                                 | | |                                                                                              |                                           |                                                      | |                                                                      |                       |                       | |                             |                       |                       |                       |                       |                              |                           |
|                                                                  |                                                                                |                   |                                           |                   |                                    |                                                      | Malta i Panamà       |                      |                                                                 |                                                                                                  |                                                            |                                          |                                 | | |                                                                                              |                                           |                                                      | |                                                                      |                       |                       | |                             |                       |                       |                       |                       |                              |                           |
| Rhodesia                                                         | Rhodesia                                                                       | Rhodesia          | Rhodesia                                  | Rhodesia          | Rhodesia                           | Rhodesia                                             | Rhodèsia del Nord    | Zàmbia               | Zàmbia                                                          | Zàmbia                                                                                           | Zàmbia                                                     | Zàmbia                                   | Zàmbia                          | Zàmbia | Zàmbia | Zàmbia                                                                                       | Zàmbia                                    | Zàmbia                                               | Zàmbia | Zàmbia                                                               | Zàmbia                | Zàmbia                | Zàmbia                                                                                                 |                             |                       |                       |                       |                       |                              |                           |
| Rhodesia                                                         | Rhodesia                                                                       | Rhodesia          | Rhodesia                                  | Rhodesia          | Rhodesia                           | Rhodesia                                             | Rhodèsia del Sud     | Zimbabwe             | Zimbabwe                                                        | Zimbabwe                                                                                         | Zimbabwe                                                   | Zimbabwe                                 | Zimbabwe                        | Zimbabwe | Zimbabwe | Zimbabwe                                                                                     | Zimbabwe                                  | Zimbabwe                                             | Zimbabwe | Zimbabwe                                                             | Zimbabwe              | Zimbabwe              | Zimbabwe                                                                                               |                             |                       |                       |                       |                       |                              |                           |
|                                                                  |                                                                                |                   |                                           |                   |                                    |                                                      |                      | Colòmbia             |                                                                 |                                                                                                  |                                                            |                                          |                                 | | |                                                                                              |                                           |                                                      | |                                                                      |                       |                       | |                             |                       |                       |                       |                       |                              |                           |
| Xina                                                             | Xina                                                                           | Xina              | Xina                                      | Xina              | Xina                               | Xina                                                 | Xina                 | Xina                 | Xina                                                            | Xina                                                                                             | Xina                                                       | Xina                                     | Xina                            | Xina | Xina | Xina                                                                                         | Xina                                      | Xina                                                 | Xina | Xina                                                                 | Xina                  | Xina                  | |                             |                       |                       |                       |                       |                              |                           |
| Xina                                                             | Xina                                                                           | Xina              | Xina                                      | Xina              | República de la Xina               | República de la Xina                                 | República de la Xina | República de la Xina | República de la Xina                                            | República de la Xina                                                                             | Xina Taipei                                                | Xina Taipei                              | Xina Taipei                     | Xina Taipei | Xina Taipei | Xina Taipei                                                                                  | Xina Taipei                               | Xina Taipei                                          | Xina Taipei | Xina Taipei                                                          | Xina Taipei           | Xina Taipei           | |                             |                       |                       |                       |                       |                              |                           |
|                                                                  |                                                                                |                   |                                           |                   |                                    |                                                      |                      |                      | Afganistan, Bermudes, Bolivia, Costa Rica, Liechtenstein i Perú |                                                                                                  |                                                            |                                          |                                 | | |                                                                                              |                                           |                                                      | |                                                                      |                       |                       | |                             |                       |                       |                       |                       |                              |                           |
|                                                                  |                                                                                |                   |                                           |                   |                                    |                                                      |                      |                      |                                                                 | Guyana, Iran, Iraq, Corea del Sud, Líban, Pakistan, Puerto Rico, Singapur, Sri Lanka i Veneçuela |                                                            |                                          |                                 | | |                                                                                              |                                           |                                                      | |                                                                      |                       |                       | |                             |                       |                       |                       |                       |                              |                           |
| Birmània                                                         | Birmània                                                                       | Birmània          | Birmània                                  | Birmània          | Birmània                           | Birmània                                             | Birmània             | Birmània             | Birmània                                                        | Birmània                                                                                         | Myanmar                                                    | Myanmar                                  | Myanmar                         | Myanmar | Myanmar | Myanmar                                                                                      | Myanmar                                   | Myanmar                                              | Myanmar | Myanmar                                                              |                       |                       | |                             |                       |                       |                       |                       |                              |                           |
| Jamaica                                                          | Jamaica                                                                        | Jamaica           | Índies Occidentals                        | Jamaica           | Jamaica                            | Jamaica                                              | Jamaica              | Jamaica              | Jamaica                                                         | Jamaica                                                                                          | Jamaica                                                    | Jamaica                                  | Jamaica                         | Jamaica | Jamaica | Jamaica                                                                                      | Jamaica                                   | Jamaica                                              | Jamaica | Jamaica                                                              |                       |                       | |                             |                       |                       |                       |                       |                              |                           |
| Trinitat i Tobago                                                | Trinitat i Tobago                                                              | Trinitat i Tobago | Índies Occidentals                        | Trinitat i Tobago | Trinitat i Tobago                  | Trinitat i Tobago                                    | Trinitat i Tobago    | Trinitat i Tobago    | Trinitat i Tobago                                               | Trinitat i Tobago                                                                                | Trinitat i Tobago                                          | Trinitat i Tobago                        | Trinitat i Tobago               | Trinitat i Tobago | Trinitat i Tobago | Trinitat i Tobago                                                                            | Trinitat i Tobago                         | Trinitat i Tobago                                    | Trinitat i Tobago | Trinitat i Tobago                                                    |                       |                       | |                             |                       |                       |                       |                       |                              |                           |
|                                                                  |                                                                                |                   | Índies Occidentals                        | Antígua i Barbuda |                                    |                                                      |                      |                      |                                                                 |                                                                                                  |                                                            |                                          |                                 | | |                                                                                              |                                           |                                                      | |                                                                      |                       |                       | |                             |                       |                       |                       |                       |                              |                           |
|                                                                  | Barbados                                                                       |                   | Índies Occidentals                        |                   |                                    |                                                      |                      |                      |                                                                 |                                                                                                  |                                                            |                                          |                                 | | |                                                                                              |                                           |                                                      | |                                                                      |                       |                       | |                             |                       |                       |                       |                       |                              |                           |
|                                                                  |                                                                                |                   | Índies Occidentals                        |                   | Grenada i Illes Verges Britàniques |                                                      |                      |                      |                                                                 |                                                                                                  |                                                            |                                          |                                 | | |                                                                                              |                                           |                                                      | |                                                                      |                       |                       | |                             |                       |                       |                       |                       |                              |                           |
|                                                                  |                                                                                |                   | Índies Occidentals                        |                   |                                    | Saint Vincent i les Grenadines                       |                      |                      |                                                                 |                                                                                                  |                                                            |                                          |                                 | | |                                                                                              |                                           |                                                      | |                                                                      |                       |                       | |                             |                       |                       |                       |                       |                              |                           |
|                                                                  |                                                                                |                   | Índies Occidentals                        |                   |                                    |                                                      |                      |                      | Dominica i Saint Lucia                                          |                                                                                                  |                                                            |                                          |                                 | | |                                                                                              |                                           |                                                      | |                                                                      |                       |                       | |                             |                       |                       |                       |                       |                              |                           |
|                                                                  |                                                                                |                   |                                           |                   |                                    |                                                      |                      |                      |                                                                 |                                                                                                  | Bahames, Guatemala, Hong Kong, Israel, Nigèria i Tailàndia |                                          |                                 | | |                                                                                              |                                           |                                                      | |                                                                      |                       |                       | |                             |                       |                       |                       |                       |                              |                           |
| Vietnam del Sud                                                  | Vietnam del Sud                                                                | Vietnam del Sud   | Vietnam del Sud                           | Vietnam del Sud   | Vietnam del Sud                    | Vietnam                                              | Vietnam              | Vietnam              | Vietnam                                                         | Vietnam                                                                                          | Vietnam                                                    | Vietnam                                  | Vietnam                         | Vietnam | Vietnam | Vietnam                                                                                      | Vietnam                                   | Vietnam                                              | Vietnam |                                                                      |                       |                       | |                             |                       |                       |                       |                       |                              |                           |
| Indies Orientals Neerlandeses                                    | Indonèsia                                                                      | Indonèsia         | Indonèsia                                 | Indonèsia         | Indonèsia                          | Indonèsia                                            | Indonèsia            | Indonèsia            | Indonèsia                                                       | Indonèsia                                                                                        | Indonèsia                                                  | Indonèsia                                | Indonèsia                       | Indonèsia | Indonèsia | Indonèsia                                                                                    | Indonèsia                                 | Indonèsia                                            | Indonèsia |                                                                      |                       |                       | |                             |                       |                       |                       |                       |                              |                           |
| Borneo Septentrional                                             | Malàisia                                                                       | Malàisia          | Malàisia                                  | Malàisia          | Malàisia                           | Malàisia                                             | Malàisia             | Malàisia             | Malàisia                                                        | Malàisia                                                                                         | Malàisia                                                   | Malàisia                                 | Malàisia                        | Malàisia | Malàisia | Malàisia                                                                                     | Malàisia                                  | Malàisia                                             | Malàisia |                                                                      |                       |                       | |                             |                       |                       |                       |                       |                              |                           |
| Malàisia                                                         | Malàisia                                                                       | Malàisia          | Malàisia                                  | Malàisia          | Malàisia                           | Malàisia                                             | Malàisia             | Malàisia             | Malàisia                                                        | Malàisia                                                                                         | Malàisia                                                   | Malàisia                                 | Malàisia                        | Malàisia | Malàisia | Malàisia                                                                                     | Malàisia                                  | Malàisia                                             | Malàisia |                                                                      |                       |                       | |                             |                       |                       |                       |                       |                              |                           |
| 1896                                                             | 1900                                                                           | 1904              | 1908                                      | 1912              | 1920                               | 1924                                                 | 1928                 | 1932                 | 1936                                                            | 1948                                                                                             | 1952                                                       | 1956                                     | 1960                            | 1964 | 1968 | 1972                                                                                         | 1976                                      | 1980                                                 | 1984 | 1988                                                                 | 1992                  | 1994                  | 1996                                                                                                   | 2000                        | 2004                  | 2006                  | 2007                  | 2008                  | 2012                         | 2016                      |
|                                                                  |                                                                                |                   |                                           |                   |                                    |                                                      |                      |                      |                                                                 |                                                                                                  |                                                            | Cambodja, Etiòpia, Fiji, Kenya, i Uganda |                                 | | |                                                                                              |                                           |                                                      | |                                                                      |                       |                       | |                             |                       |                       |                       |                       |                              |                           |
|                                                                  |                                                                                |                   |                                           |                   |                                    |                                                      |                      |                      |                                                                 |                                                                                                  |                                                            |                                          | Antilles Neerlandeses           | Antilles Neerlandeses | Antilles Neerlandeses | Antilles Neerlandeses                                                                        | Antilles Neerlandeses                     | Antilles Neerlandeses                                | Antilles Neerlandeses | Antilles Neerlandeses                                                | Antilles Neerlandeses | Antilles Neerlandeses | Antilles Neerlandeses                                                                                  | Antilles Neerlandeses       | Antilles Neerlandeses | Antilles Neerlandeses | Antilles Neerlandeses | Antilles Neerlandeses | Atletes Olímpics Indepedents | Antilles Neerlandeses     |
| Sudan                                                            | Sudan                                                                          | Sudan             | Sudan                                     | Sudan             | Sudan                              | Sudan                                                | Sudan                | Sudan                | Sudan                                                           | Sudan                                                                                            | Sudan                                                      | Sudan                                    | Sudan                           | Sudan | Sudan | Sudan                                                                                        |                                           |                                                      | |                                                                      |                       |                       | |                             |                       |                       |                       |                       | Atletes Olímpics Indepedents |                           |
| Sudan                                                            | Sudan                                                                          | Sudan             | Sudan                                     | Sudan             | Sudan                              | Sudan                                                | Sudan                | Sudan                | Sudan                                                           | Sudan                                                                                            | Sudan                                                      | Sudan                                    | Sudan                           | Sudan | Sudan | Sudan del Sud                                                                                |                                           |                                                      | |                                                                      |                       |                       | |                             |                       |                       |                       |                       | Atletes Olímpics Indepedents |                           |
| Ghana, Marroc, San Marino i Tunísia                              |                                                                                |                   |                                           |                   |                                    |                                                      |                      |                      |                                                                 |                                                                                                  |                                                            |                                          |                                 | | |                                                                                              |                                           |                                                      | |                                                                      |                       |                       | |                             |                       |                       |                       |                       |                              |                           |
|                                                                  |                                                                                |                   |                                           |                   |                                    |                                                      |                      |                      |                                                                 |                                                                                                  |                                                            |                                          |                                 | Algèria, Txad, Costa d'Ivori, Camerun, República Dominicana, Líbia, Madagascar, Mongòlia, Mali, Nepal, Paraguai i Senegal | |                                                                                              |                                           |                                                      | |                                                                      |                       |                       | |                             |                       |                       |                       |                       |                              |                           |
| Tanganyika                                                       | Tanzània                                                                       | Tanzània          | Tanzània                                  | Tanzània          | Tanzània                           | Tanzània                                             | Tanzània             | Tanzània             | Tanzània                                                        | Tanzània                                                                                         | Tanzània                                                   | Tanzània                                 | Tanzània                        | Tanzània | Tanzània | Tanzània                                                                                     |                                           |                                                      | |                                                                      |                       |                       | |                             |                       |                       |                       |                       |                              |                           |
| Congo-Brazzaville                                                | Congo                                                                          | Congo             | Congo                                     | Congo             | Congo                              | Congo                                                | Congo                | Congo                | Congo                                                           | Congo                                                                                            | Congo                                                      | Congo                                    | Congo                           | Congo | Congo | Congo                                                                                        |                                           |                                                      | |                                                                      |                       |                       | |                             |                       |                       |                       |                       |                              |                           |
|                                                                  |                                                                                |                   |                                           |                   |                                    |                                                      |                      |                      |                                                                 |                                                                                                  |                                                            |                                          |                                 | | República Centreafricana, El Salvador, Guinea, Hondures, Illes Verges Americantes, Jordània, Kuwait, Nicaragua, Níger, Sierra Leone i Surinam |                                                                                              |                                           |                                                      | |                                                                      |                       |                       | |                             |                       |                       |                       |                       |                              |                           |
| Congo-Kinshasa                                                   | Congo-Kinshasa                                                                 | Congo-Kinshasa    | Congo-Kinshasa                            | Zaire             | Zaire                              | Zaire                                                | Zaire                | Zaire                | República Democrática del Congo                                 | República Democrática del Congo                                                                  | República Democrática del Congo                            | República Democrática del Congo          | República Democrática del Congo | República Democrática del Congo                                                                                           | República Democrática del Congo |                                                                                              |                                           |                                                      | |                                                                      |                       |                       | |                             |                       |                       |                       |                       |                              |                           |
| Hondures Britànica                                               | Hondures Britànica                                                             | Belize            | Belize                                    | Belize            | Belize                             | Belize                                               | Belize               | Belize               | Belize                                                          | Belize                                                                                           | Belize                                                     | Belize                                   | Belize                          | Belize | Belize |                                                                                              |                                           |                                                      | |                                                                      |                       |                       | |                             |                       |                       |                       |                       |                              |                           |
|                                                                  |                                                                                |                   |                                           |                   |                                    |                                                      |                      |                      |                                                                 |                                                                                                  |                                                            |                                          |                                 | | | Albània, Gabon, Aràbia Saudita, Lesotho, Malawi, Corea del Nord, Somàlia, Swazilàndia i Togo |                                           |                                                      | |                                                                      |                       |                       | |                             |                       |                       |                       |                       |                              |                           |
| Dahomey                                                          |                                                                                | Benín             | Benín                                     | Benín             | Benín                              | Benín                                                | Benín                | Benín                | Benín                                                           | Benín                                                                                            | Benín                                                      | Benín                                    | Benín                           | Benín | |                                                                                              |                                           |                                                      | |                                                                      |                       |                       | |                             |                       |                       |                       |                       |                              |                           |
| Alto Volta\|                                                     | Alto Volta\|                                                                   | Alto Volta\|      | Alto Volta\|                              | Burkina Faso      | Burkina Faso                       | Burkina Faso                                         | Burkina Faso         | Burkina Faso         | Burkina Faso                                                    | Burkina Faso                                                                                     | Burkina Faso                                               | Burkina Faso                             | Burkina Faso                    | Burkina Faso | |                                                                                              |                                           |                                                      | |                                                                      |                       |                       | |                             |                       |                       |                       |                       |                              |                           |
|                                                                  |                                                                                |                   |                                           |                   |                                    |                                                      |                      |                      |                                                                 |                                                                                                  |                                                            |                                          |                                 | | |                                                                                              | Andorra, Illes Caiman i Papua Nova Guinea |                                                      | |                                                                      |                       |                       | |                             |                       |                       |                       |                       |                              |                           |
|                                                                  |                                                                                |                   |                                           |                   |                                    |                                                      |                      |                      |                                                                 |                                                                                                  |                                                            |                                          |                                 | | |                                                                                              |                                           | Angola, Botswana, Xipre, Laos, Moçambic i Seychelles | |                                                                      |                       |                       | |                             |                       |                       |                       |                       |                              |                           |
|                                                                  |                                                                                |                   |                                           |                   |                                    |                                                      |                      |                      |                                                                 |                                                                                                  |                                                            |                                          |                                 | | |                                                                                              |                                           |                                                      | Bangladesh, Bhutan, Bahrain, Djibouti, Gambia, Guinea Equatorial, Maurici, Mauritània, Oman, Qatar, Ruanda, Samoa, Salomó, Tonga, Emirats Àrabs Units i Iemen |                                                                      |                       |                       | |                             |                       |                       |                       |                       |                              |                           |
|                                                                  |                                                                                |                   |                                           |                   |                                    |                                                      |                      |                      |                                                                 |                                                                                                  |                                                            |                                          |                                 | | |                                                                                              |                                           |                                                      | | Aruba, Samoa Americana, Brunei, Illes Cook, Guam, Maldives i Vanuatu |                       |                       | |                             |                       |                       |                       |                       |                              |                           |
|                                                                  |                                                                                |                   |                                           |                   |                                    |                                                      |                      |                      |                                                                 |                                                                                                  |                                                            |                                          |                                 | | |                                                                                              |                                           |                                                      | |                                                                      | Namíbia               |                       | |                             |                       |                       |                       |                       |                              |                           |
|                                                                  |                                                                                |                   |                                           |                   |                                    |                                                      |                      |                      |                                                                 |                                                                                                  |                                                            |                                          |                                 | | |                                                                                              |                                           |                                                      | |                                                                      |                       |                       | Burundi, Comores, Cap Verd, Guinea Bissau, Nauru, Palestina, Saint Kitts i Nevis i Sao Tomé i Príncipe |                             |                       |                       |                       |                       |                              |                           |
|                                                                  |                                                                                |                   |                                           |                   |                                    |                                                      |                      |                      |                                                                 |                                                                                                  |                                                            |                                          |                                 | | |                                                                                              |                                           |                                                      | |                                                                      |                       |                       | | Eritrea, Micronèsia i Palau |                       |                       |                       |                       |                              |                           |
| Atletes Olímpics Individuals                                     | Timor Oriental                                                                 | Timor Oriental    | Timor Oriental                            | Timor Oriental    | Timor Oriental                     | Timor Oriental                                       |                      |                      |                                                                 |                                                                                                  |                                                            |                                          |                                 | | |                                                                                              |                                           |                                                      | |                                                                      |                       |                       | |                             |                       |                       |                       |                       |                              |                           |
|                                                                  |                                                                                |                   |                                           |                   |                                    |                                                      |                      |                      |                                                                 |                                                                                                  |                                                            |                                          |                                 | | |                                                                                              |                                           |                                                      | |                                                                      |                       |                       | |                             |                       |                       | Tuvalu                |                       |                              |                           |
|                                                                  |                                                                                |                   |                                           |                   |                                    |                                                      |                      |                      |                                                                 |                                                                                                  |                                                            |                                          |                                 | | |                                                                                              |                                           |                                                      | |                                                                      |                       |                       | |                             |                       |                       |                       | Illes Marshall        |                              |                           |
|                                                                  |                                                                                |                   |                                           |                   |                                    |                                                      |                      |                      |                                                                 |                                                                                                  |                                                            |                                          |                                 | | |                                                                                              |                                           |                                                      | |                                                                      |                       |                       | |                             |                       |                       |                       |                       |                              | Equip d'atletes refugiats |
| 1896                                                             | 1900                                                                           | 1904              | 1908                                      | 1912              | 1920                               | 1924                                                 | 1928                 | 1932                 | 1936                                                            | 1948                                                                                             | 1952                                                       | 1956                                     | 1960                            | 1964 | 1968 | 1972                                                                                         | 1976                                      | 1980                                                 | 1984 | 1988                                                                 | 1992                  | 1994                  | 1996                                                                                                   | 2000                        | 2004                  | 2006                  | 2007                  | 2008                  | 2012                         | 2016                      |